# ديفيد واتسون (سياسي أسترالي)
ديفيد واتسون (بالإنجليزية: David Watson)‏ هو عامل مناجم ونقابي وسياسي أسترالي، ولد في 14 فبراير 1870 في أناركشاير في المملكة المتحدة، وتوفي في 4 ديسمبر 1924 في أستراليا. حزبياً، نشط في حزب العمال الأسترالي. وقد انتخب عضو مجلس الشيوخ الأسترالي ‏ عن دائرة نيوساوث ويلز ‏ (5 سبتمبر 1914 – 30 يونيو 1917).